# Cantonul Bellegarde
Cantonul Bellegarde este un canton din arondismentul Montargis, departamentul Loiret, regiunea Centru, Franța.

## Comune
- Auvilliers-en-Gâtinais
- Beauchamps-sur-Huillard
- Bellegarde (reședință)
- Chapelon
- Fréville-du-Gâtinais
- Ladon
- Mézières-en-Gâtinais
- Moulon
- Nesploy
- Ouzouer-sous-Bellegarde
- Quiers-sur-Bézonde
- Villemoutiers